# Dendrochernes cyrneus
Espèce
Synonymes
- Chernes cyrneus L. Koch, 1873
- Chernes cyrneus hungaricus  Daday, 1888
- Chernes multidentatus Stschelkanowzeff, 1902

Dendrochernes cyrneus est une espèce de pseudoscorpions de la famille des Chernetidae.

## Distribution
Cette espèce se rencontre en Espagne, en France, au Royaume-Uni, en Luxembourg, en Allemagne, en Suède, en Norvège, en Finlande, en Pologne, en Ukraine, en Slovaquie, en Tchéquie, en Hongrie, en Autriche, en Italie, en Croatie, en Albanie, en Roumanie, en Bulgarie, en Turquie, en Géorgie, en Arménie, en Azerbaïdjan, en Russie, au Kazakhstan, au Kirghizistan, au Pakistan, au Népal et en Algérie.

## Liste des sous-espèces
Selon Pseudoscorpions of the World (version 3.0) :
- Dendrochernes cyrneus cyrneus (L. Koch, 1873)
- Dendrochernes cyrneus minor Cîrdei, Bulimar & Malcoci, 1967 de Roumanie

## Publications originales
- L. Koch, 1873 : Uebersichtliche Dartstellung der Europäischen Chernetiden (Pseudoscorpione). Nürnberg.
- Cîrdei, Bulimar & Malcoci, 1967 : Contributii la studiul pseudoscorpionidelor (ord. Pseudoscorpionidea) din Moldova (Masivul Repedea). Anale Stiintifice, Universitatii 'Al I Cuza' (Series Noua) (2) Biol, vol. 13, p. 237-242.